# Варштайн
Варштайн (нім. Warstein) — місто в Німеччині, знаходиться в землі Північний Рейн-Вестфалія. Підпорядковується адміністративному округу Арнсберг. Входить до складу району Зост.
Площа — 157,91 км². Населення становить 24 520 ос. (станом на 31 грудня 2020).

## Географії

### Адміністративний поділ
Місто  складається з 9 районів:
- Аллаген
- Белекке
- Гіршберг
- Мюльгайм
- Нідерберггайм
- Зіхтігфор
- Зуттроп
- Вальдгаузен
- Варштайн

## Економіка
Головним роботодавцем у місті є броварня Warsteiner, виробник однойменного пива, одного з найбільш продаваних брендів пива у країні та широко відомого за межами Німеччини.

## Галерея

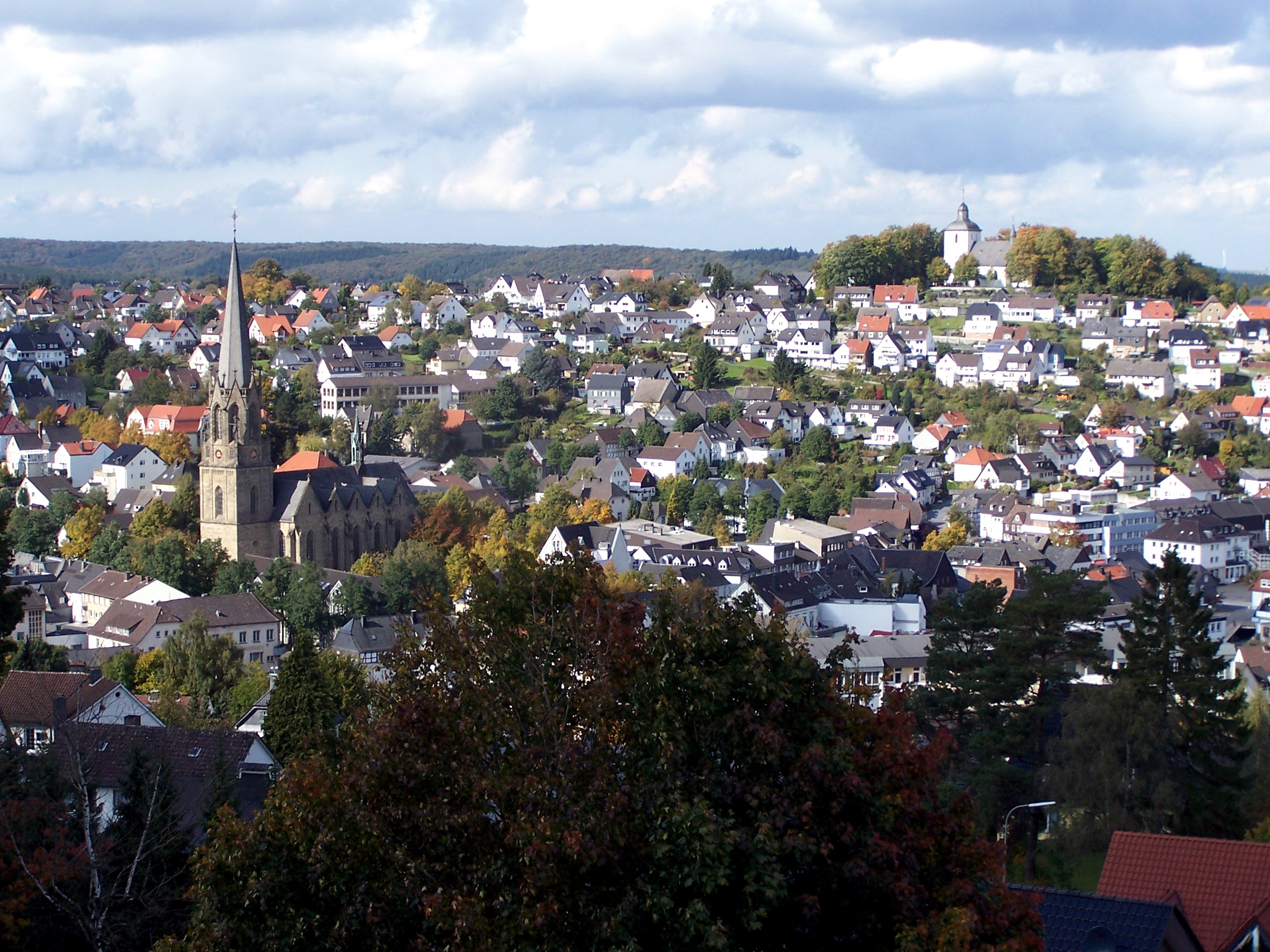
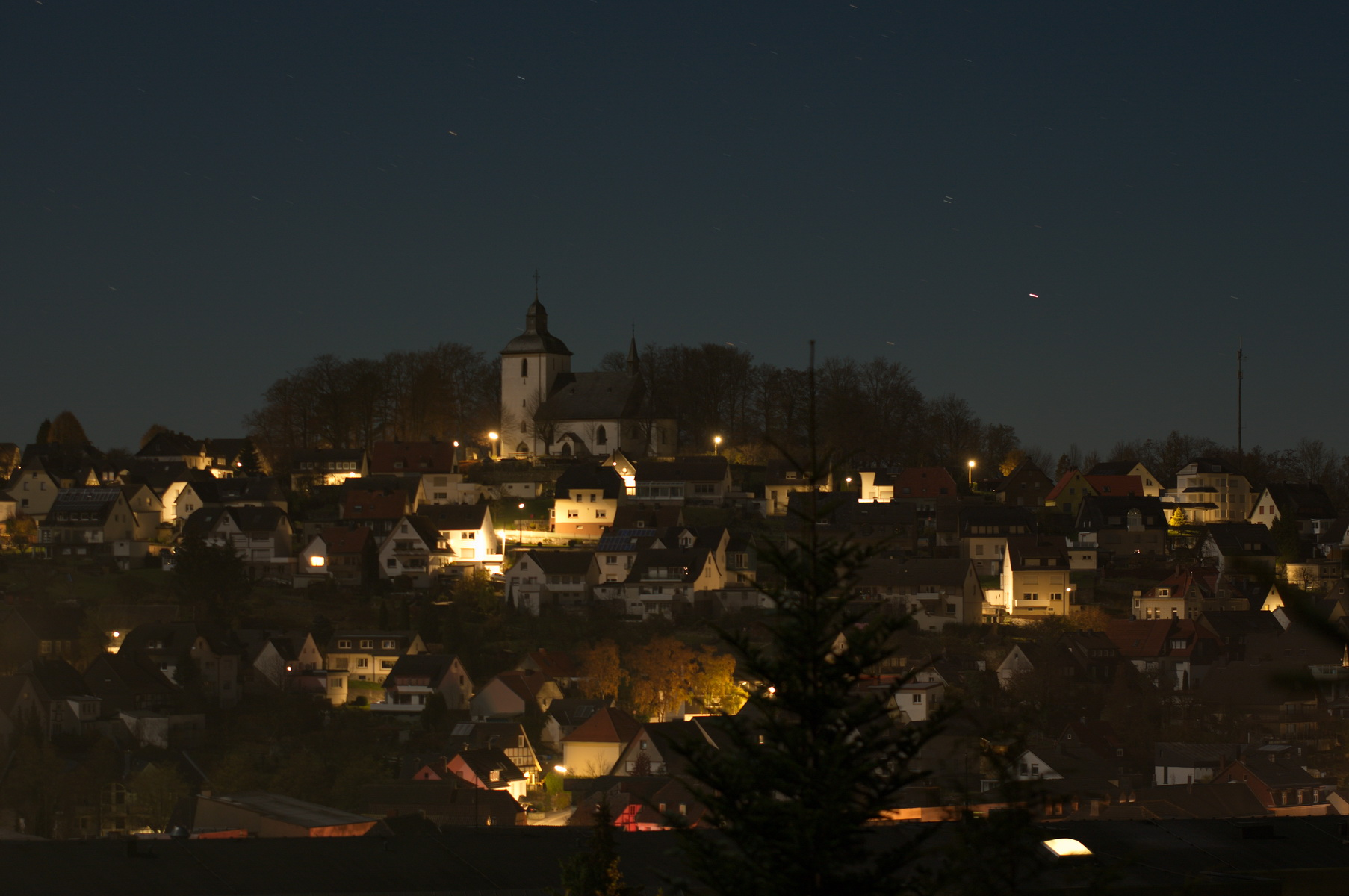
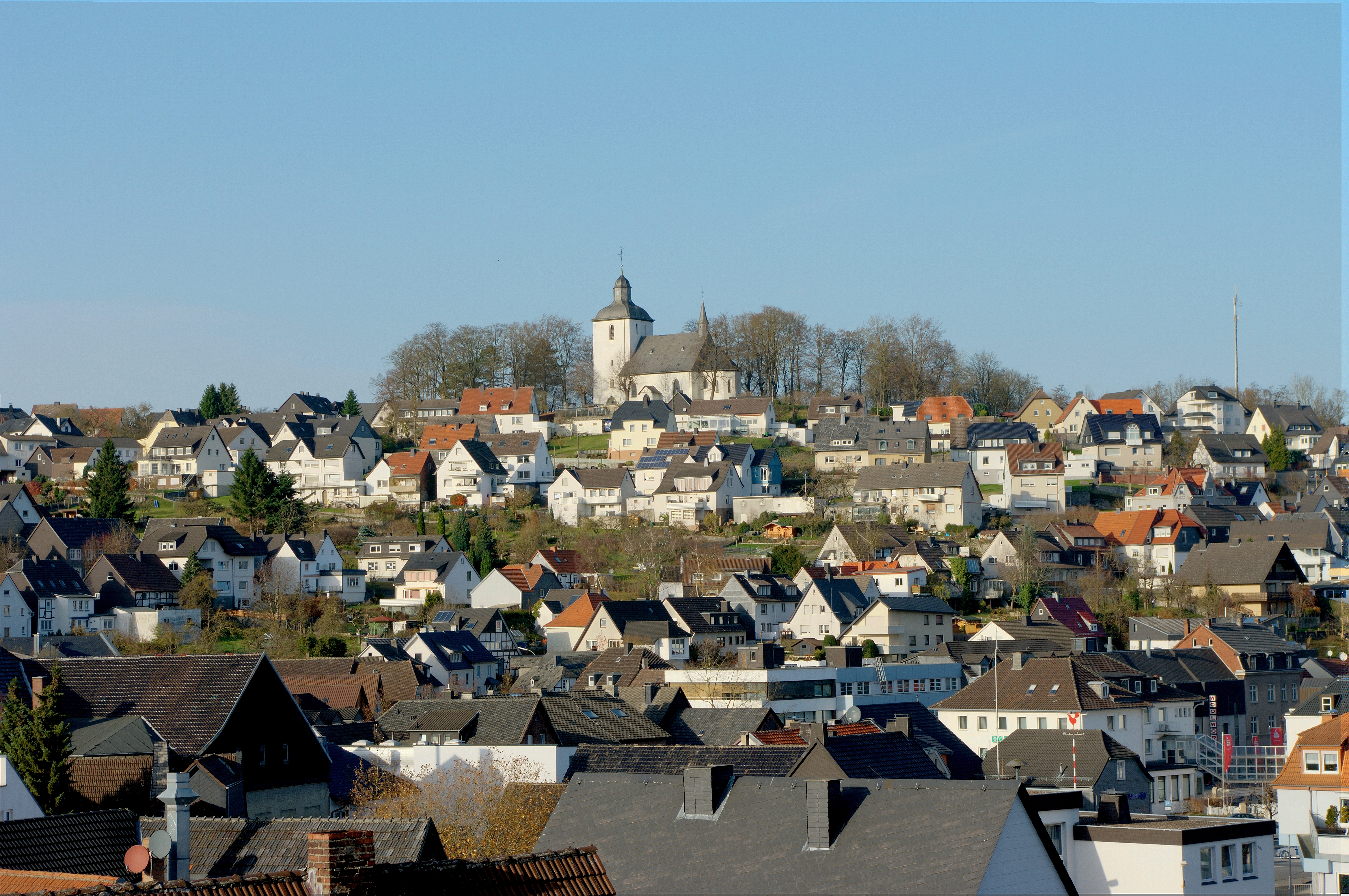
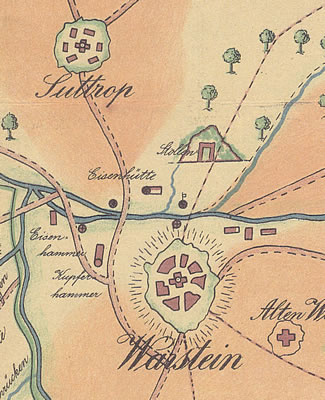
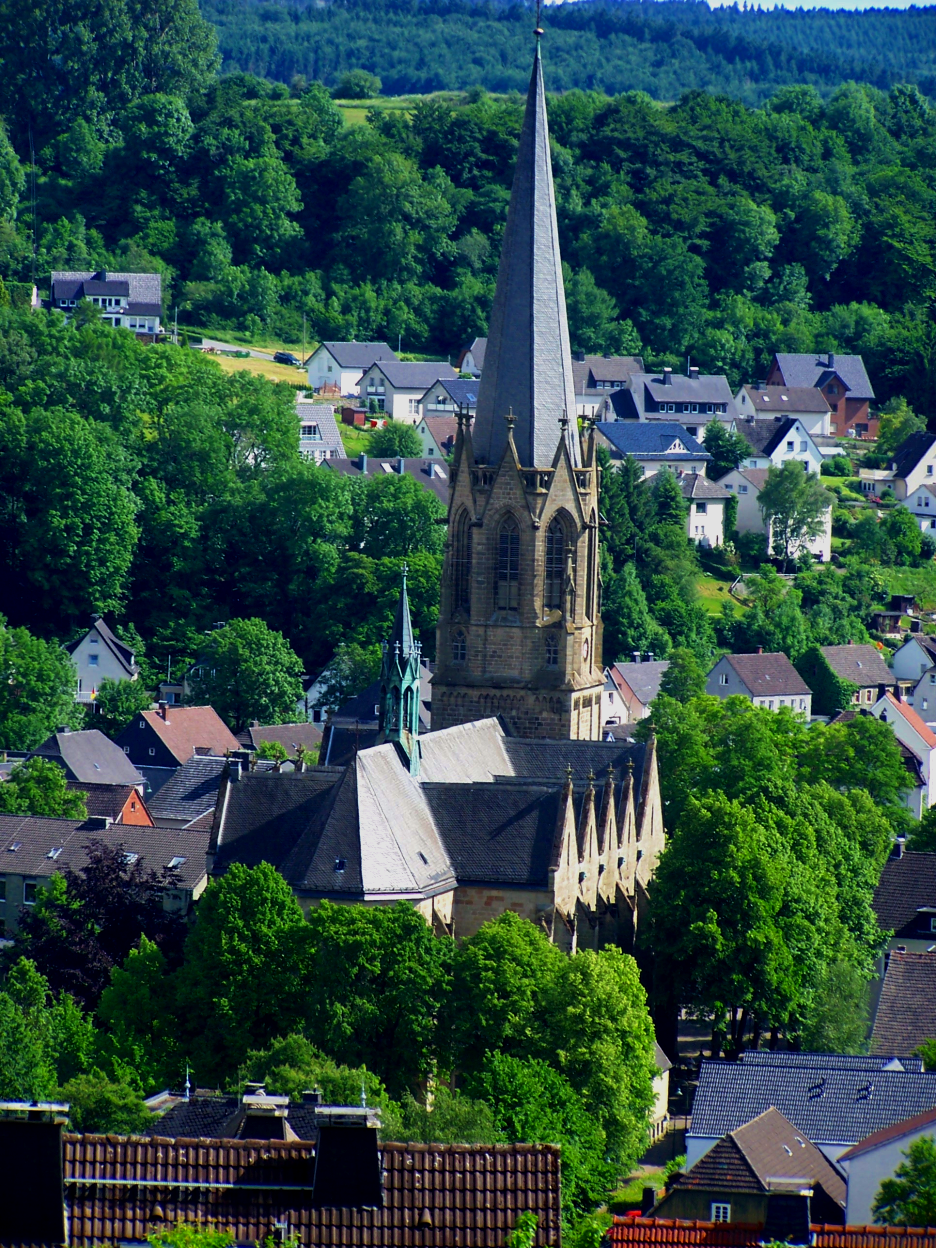
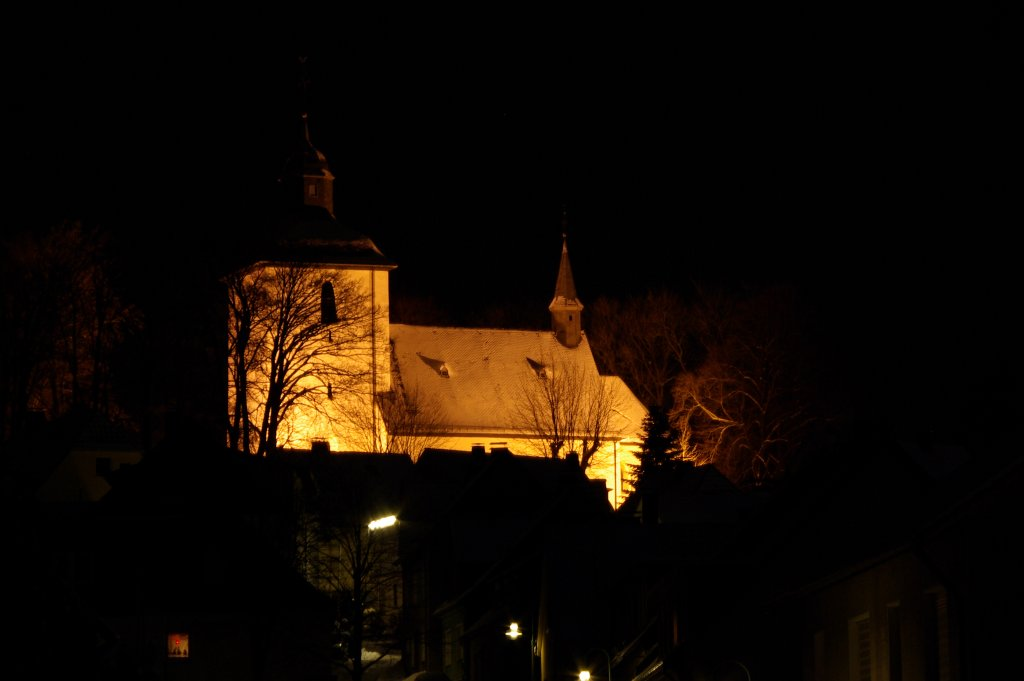